# Atakor
Das vegetationslose Atakor-Vulkanfeld liegt im Ahaggar-Gebirge im Süden von Algerien und bedeckt eine Fläche von 2150 Quadratkilometern mit dunkelfarbigem basaltischem Gestein im Zentrum der Sahara. Schlackenkegel, Lavaströme und einige Lavadome bilden eine der beeindruckendsten Landschaften Nordafrikas. Die letzte Phase der vulkanischen Aktivitäten begann vor etwa 1,95 Millionen Jahren und dauerte bis vor zirka 10.000 Jahren. Mündliche Überlieferungen des Volkes der Tuareg berichten von beobachteten Vulkanausbrüchen in der Gegend. Vereinzelte Fumarolen und seismische Aktivitäten zeugen davon, dass das Vulkangebiet noch nicht erloschen ist. Die höchste Erhebung ist der Tahat im Westen des Vulkanfeldes, mit 2908 Metern der höchste Berg Algeriens.

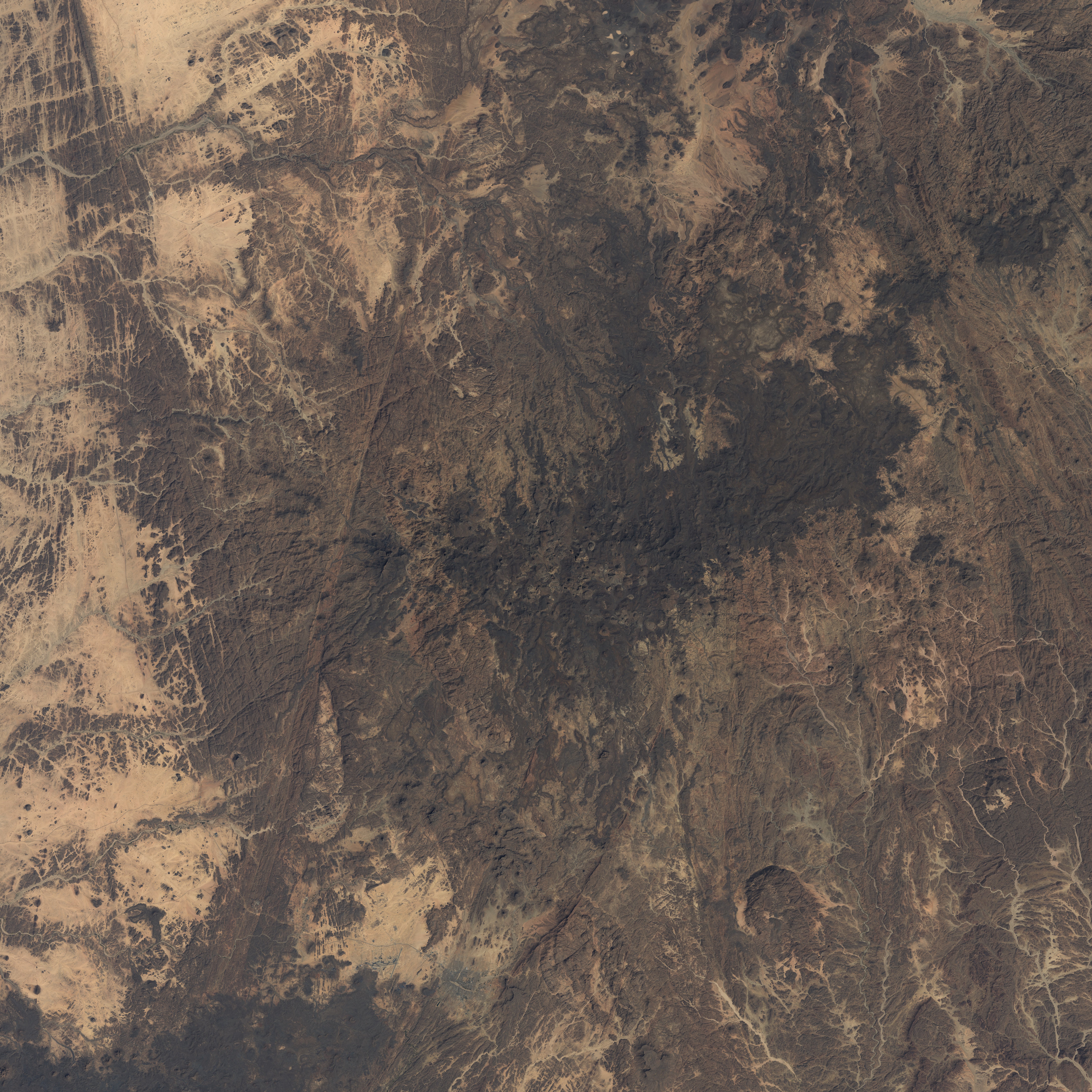
Landsat-Satellitenbild des Ahaggar mit seinem zentralen Vulkanfeld
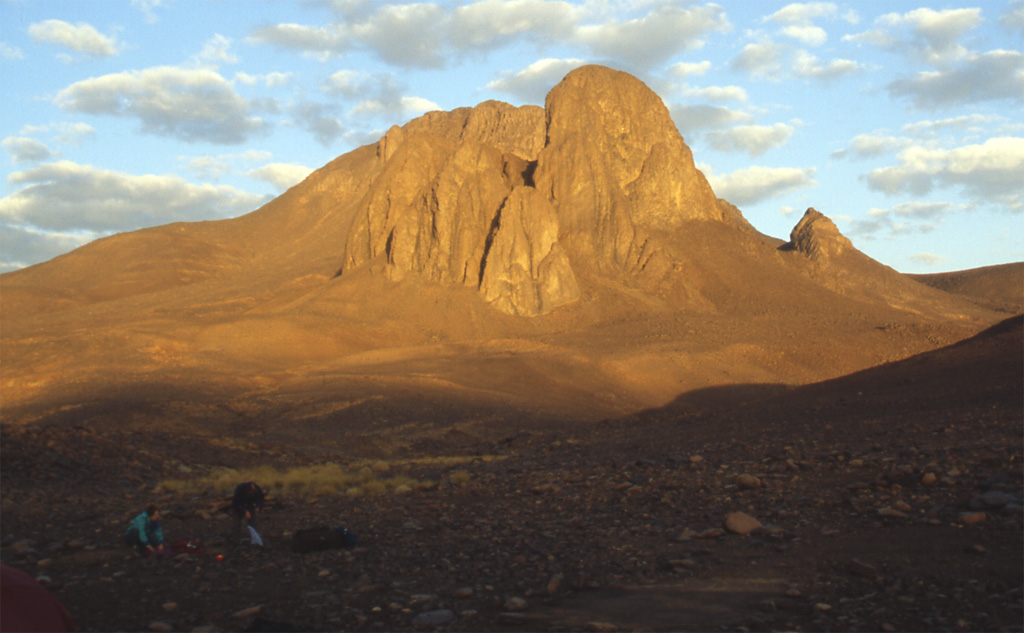
Der Tahat im Morgenlicht